# Dolmen Gran del Zambujeiro
El dolmen Gran del Zambujeiro (en portuguès, Anta Grande do Zambujeiro) és un megalític d'estil dòlmen proper a Valverde, Èvora (Portugal). És l'un dels més grans de la península Ibèrica. Va ser construït cap al 4000 i 3000 abans de Crist. Està format per una única cambra, utilitzada durant el Neolític com a local d'enterrament i culte religiós. A dins s'hi ha trobat gran quantitat d'ustensilis propis de l'època que es troben actualment al Museu d'Èvora. Ha estat declarat a Portugal com a bé d'interès nacional.